# 国艺集团
國藝集團控股有限公司（英語：National Arts Group Holdings Limited，港交所：8228），是一家主要從事影視城經營業務、電影製作及發行、藝人管理、旅游產品及酒店經營業務的投資控股公司，在中国内地投资经营西樵山國藝影視城。

## 历史
2013年7月10日，國藝娛樂（08228）宣布斥5.5億元，向主席冼國林收購西樵山國藝影視城餘下49%股權。
2018年5月4日，冼國林辭任主席、非執行董事等職。
2021年10月，由國藝娛樂文化集團有限公司更名为國藝集團控股有限公司。

## 旗下藝人
- 陳嘉桓
- 阮頌揚

## 电影投資制作
- 「我們的6E班」

## 連結
- NationalArts.hk （页面存档备份，存于）